# Zanie Campan
Zanie Campan, även känd som Zanie Aubier, död 1 september 1994 i Paris, var en fransk skådespelare som var gift med Jean Aubier, en fransk surrealist främst verksam under 1940-talet.
Hon spelade bland annat i Ernst Neubachs On demande un assassin 1949, William Marshalls Äventyr i New Orleans 1951 (med bland annat Errol Flynn) och i Vittorio De Sicas Amor skjuter skarpt (Sette Volte Donna) 1967 (med Shirley MacLaine).